# Ilchester
Ilchester és un municipi del Regne Unit, que pertany al comtat de Somerset (Anglaterra), situat a la vora del riu Yeo. Ilchester va ser fundada com a campament romà (Lindinis), després va ser una vila de mercat i en l'edat mitjana va ser la capital del comtat compartida amb Somerton, fins que Taunton les va substituir. Gran part de la història d'Ilchester es troba amagada sota terra, això és degut a dos motius: la ciutat actual ocupa un espai menor que abans i, en segon lloc, al llarg dels segles el nivell del terra s'ha anat elevant artificialment per reduir el risc d'inundacions en cas de crescudes del riu.
Ilchester té un altre nom, Ivelchester, ja que el Yeo també s'anomena riu Ivel; el districte electoral del sud de Somerset, s'anomena també Ivelchester.

## Localització

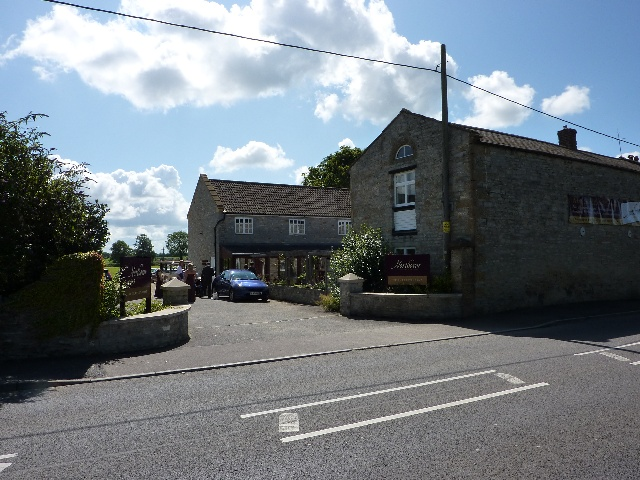
Northover

Ilchester està al sud-oest d'Anglaterra, a la vora del riu Yeo, un territori humit i fèrtil ideal per al pasturatge.
Els actuals límits d'aquest municipi inclouen dues viles que abans eren independents: Sock Dennis, o Stock-Dennis, i Northover, que sumen una població de 2.153 habitants segons el cens del 2011. Sock Dennis és terra de conreus i pastures i per aquesta part passa una sendera anomenada Monarch's Way.

## Història

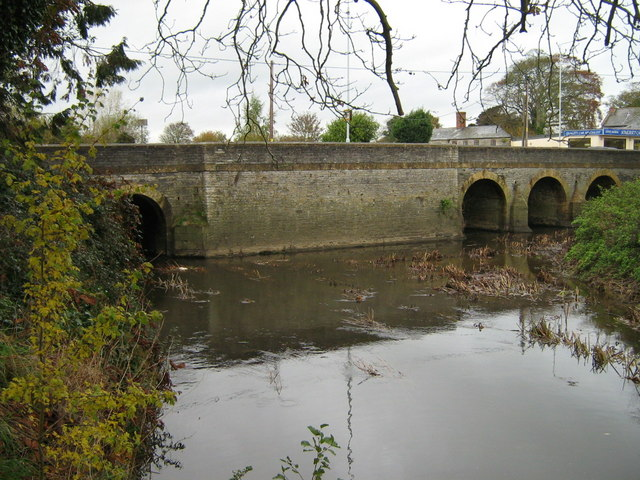
Pont sobre el riu Yeo

Quan els romans van conquerir Britànnia, van muntar un campament al costat d'on habitava una tribu dels durotrages, els lendinienses, i per això la ciutat que va sorgir a l'entorn del campament es va anomenar Civitas Durotragum Lendiniensis. En un mapa del segle VII anomenat Cosmografia de Ravenna, el nom apareix de forma abreujada "Lindinis", però també s'ha trobat escrit en unes pedres del mur d'Adrià, la forma alternativa "Lendiniae" .

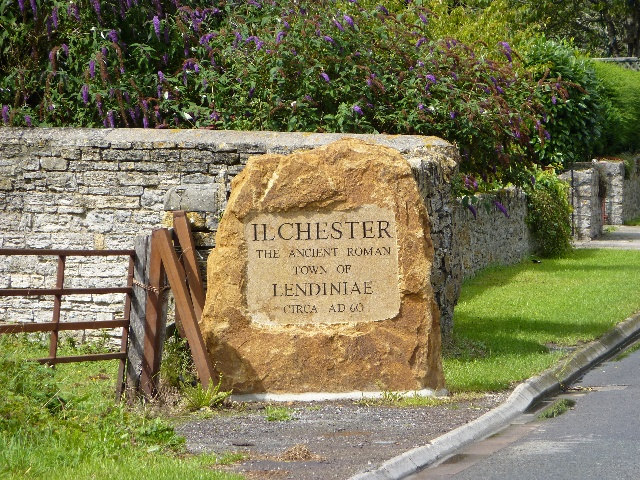
Pedra que recorda el passat romà.

Aquest campament protegia el gual d'una via romana (Fosse Way) que travessava el riu Yeo. El primer campament (castrum) va ser abandonat a finals de segle I per un grup de cases (vicus). S'han trobat restes d'aquesta època que evidencien l'existència de tallers artesanals de vidre, ferro, terrissa i d'activitat agrícola. A finals del segle II la van envoltar d'un terraplè defensiu amb portes de fusta i al segle IV van construir una muralla de pedra. Les restes trobades en un cementiri d'aquella època fan pensar que alguns practicaven cultes cristians.
Quan els romans van marxar, la ciutat va continuar habitada. Segons D.N Ford, en l'obra de Nennius, Historia Britonunm, aquesta ciutat es deia Caer-Pensa-Uel-Coyt (pel bosc de Pensel, que encara existeix), però altres autors, com Theodor Mommsen o James Ussher, no hi estan d'acord. Vers l'any 1000 hi havia una seca, que la van traslladar a South Cadbury després del primer atac dels vikings danesos, i abans que l'assetgessin l'any 1088. Ilchester formava part del hundred de Tintinhull.

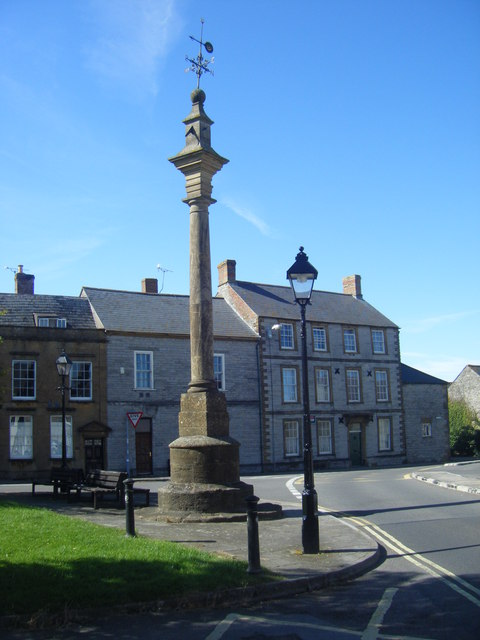
Columna que marca el lloc on antigament es feia el mercat de productes frescos.

Entre el 1221 i el 1260 es va fundar un monestir de dominics en el qual, al segle xiii i XIV, es van fer obres de restauració i ampliació. En va ser membre el famós filòsof i científic Roger Bacon, que probablement era nadiu d'aquesta ciutat. Quan es va decretar l'abolició dels monestirs l'any 1538, alguns edificis d'aquest monestir es van fer servir com a taller per fabricar teixits de seda i altres edificis van fer la funció de presó quan al segle xvii la presó del comtat no tenia prou espai per acollir els 212 quàquers que van ser detinguts per practicar una religió no oficial. Vers el 1217 es va obrir un hospital per a pobres que, quan se li van afegir uns terrenys propietat de William Dennis, va esdevenir un convent de monges agustines. Quan les ordes monàstiques van ser abolides es van aprofitar les pedres de l'edifici per fer altres construccions.
Durant el segle xii va ser la capital del comtat de Somerset. La ciutat conserva un bastó cerimonial —el més antic d'Anglaterra— en forma de maça decorat amb tres reis i un àngel.
El juliol del 1645 durant la guerra civil anglesa, Ilchester va ser l'escenari d'enfrontaments armats entre les forces reialistes i les del parlament, que competien pel domini dels ponts sobre el riu Parrett i el riu Yeo com a preparatiu per la batalla de Langport.
El 1795 es van iniciar un projecte per fer navegable el riu des de Ivelchester fins a Langport, mitjançant la construcció de rescloses, però els socis promotors van quedar en bancarrota i les obres mai es van acabar.
Ilchester, com a districte electoral té un passat de corrupció, ja que el 1802 el candidat al parlament per aquest districte, sir William Manners, feia enderrocar les cases dels qui deien que no el votarien i, segons la llei, en no tenir casa pròpia perdien el dret al vot. Amb els anys va ser superat pel seu oponent polític, lord Darlington que va fer construir cases per als seus partidaris.

## Sock Denis

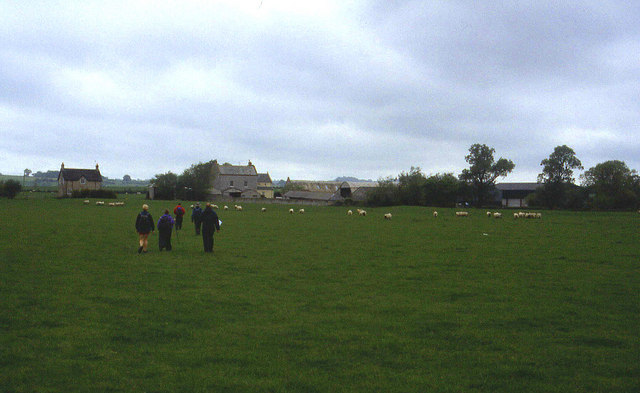
El prat de Sock Denis

Segons el Domesday Book el llogaret de Sock Denis era propietat de Robert, comte de Mortain. A mitjan segle xiii encara era una propietat privada, un senyoriu, però al segle xviii només era un lloc abandonat sense ningú que se'n fes càrrec. L'església que hi havia el 1286 no tenia sacerdot des del 1575 i la gent prenia les pedres per fer altres construccions. El 1861 només hi havia 26 persones residint. En desaparèixer l'església va perdre els drets parroquials i el 1957 les terres i els habitants van quedar repartits entre els municipis d'Ilchester (11 persones més 1,62 km²) i Tintinhull (12 persones més 1,16 km²).

## Organització
En primera instància de govern està l'ajuntament (Town Hall) i el Tawn Trust, aquest segon és una entitat de gestió que es va crear el 1889 i opera sobre el museu d'Ilchester, el camp d'esports, el cementiri, i treballa en favor de les activitats de caritat proposades per l'ajuntament.
Aquesta ciutat pertanyia al districte de Yeovil Rural District, però amb la llei de reforma de l'administració local del 1972, es va crear el districte no metropolità de South Somerset (1974), dins el qual va quedar inclòs el municipi d'Ilchester. Aquest districte, governat mitjançant un consell, té competències en la planificació local i control d'edificis, carreteres locals, habitatges socials, salut ambiental, mercats i fires, la recollida d'escombraries i reciclatge, els cementiris i crematoris, els serveis de lleure, parcs, i el turisme.
A més, Ilchester pertany al comtat de Somerset que és responsable del funcionament dels serveis locals més grans i més cars, com ara l'educació, els serveis socials, biblioteques, carreteres principals, el transport públic, la policia i el servei de bombers, la normativa comercial, l'eliminació de residus i plans estratègics.

## Edificis religiosos

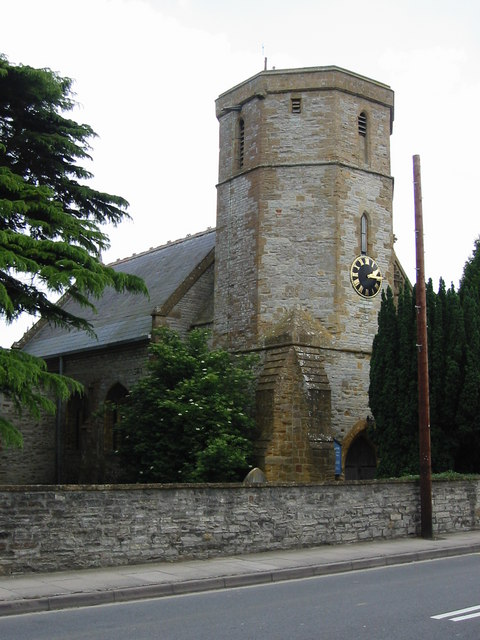
Església de santa Maria Major

Ilchester va tenir vuit esglésies en l'època medieval, de les quals només en resten dues. L'església de Santa Maria Major data del segle xiii i està catalogada com a edifici del patrimoni històric de grau II, categoria que també té l'església de sant Andreu, construïda una mica després però que ocupa el lloc on hi va haver una església d'època romana.

## Fills il·lustres
- Richard d'Ilchester (?—1188), també dit Richard de Toclyve o Richard de Toclive, estadista i prelat.
- Roger Bacon (v.1219/20 – v.1292), conegut com a "Doctor Mirabilis" per la seva saviesa.
- William Arnold (1587 – v.1676) un dels 13 colons propietaris de Rhode Island and Providence Plantations i un dels 12 membres fundadors de la primera església baptista a Amèrica.[22]